# Camanducaia
Camanducaia is een gemeente in de Braziliaanse deelstaat Minas Gerais. De gemeente telt 20.160 inwoners (schatting 2009).

## Aangrenzende gemeenten
De gemeente grenst aan Cambuí, Córrego do Bom Jesus, Extrema, Gonçalves, Itapeva, Paraisópolis, Sapucaí-Mirim, Joanópolis (SP) en São José dos Campos (SP).